# 김은주 (배우)
김은주는 대한민국의 배우이다.

## 학력
- 한국예술종합학교 연극원 학사

## 출연 작품

### 영화
- 《어멍》 (2019년) - 양애란 역
- 《신혼여행》 (2017년)
- 《아들에게 가는 길》 (2017년) - 보현 (아내) 역
- 《피사체》 (2016년)
- 《검은 새》 (2015년)
- 《메이드 인 차이나》 (2015년) - 용의 아내 역
- 《만신》 (2014년) - 제자만신 역
- 《별일 아니다》 (2014년) - 미소 역
- 《그림자도 없다》 (2013년)
- 《산책》 (2012년)
- 《할 수 있는 자가 구하라》 (2010년)
- 《서울》 (2010년) - 채만 후배 역
- 《황금시대》 (2009년) - 정무순 역
- 《은하해방전선》 (2007년) - 주변 학생 역

### 연극
- 《러브스코어》
- 《연꽃정원》
- 《배꼽춤을 추는 허수아비》
- 《연애해도 괜찮아》
- 《이카이노 이야기》
- 《쯔루하시 세자매》
- 《발칙한 로맨스》
- 《벨마와 프랭키》
- 《쩨쩨한 로맨스》
- 《바냐아저씨》
- 《오월엔 결혼할꺼야》
- 《너의 왼손》